# BR-491
A BR-491 é uma rodovia federal brasileira, situada no estado de Minas Gerais. Com 263,6 km de extensão, é toda pavimentada em pista simples e alguns trechos de pista duplicada.

## Trajeto
A BR-491 inicia no entroncamento com as rodovias BR-265 e MG-050, em São Sebastião do Paraíso, e termina no entroncamento com a BR-381 em Três Corações, passando pelos municípios de Itamogi, Monte Santo de Minas, Guaranésia, Guaxupé, Muzambinho, Monte Belo, Areado, Alfenas, Paraguaçu, Elói Mendes e Varginha.

## Turismo
Localizada na mesorregião do Sul e Sudoeste de Minas, a rodovia faz parte dos circuitos turísticos Montanhas Cafeeiras de Minas, e Vale Verde e Quedas D'Água.